# Категориальная грамматика
Категориа́льная грамма́тика (К-грамматика, КГ) — формальная грамматика распознающего типа, возникшая благодаря деятельности К. Айдукевича, И. Бар-Хиллела и Йоахима Ламбека.

## Система типов
В рамках КГ каждой синтаксической единице приписывается категориальное значение, или тип:666. Вводится два простых (примитивных) типа: имя ({\displaystyle N}) и предложение ({\displaystyle S}), — из которых по рекурсивным правилам с помощью операций левого и правого деления (они обозначаются как {\displaystyle \backslash }, {\displaystyle /}) могут быть получены сложные типы. Обозначение единицы сложного типа содержит обозначение некоторого более простого типа, а также указание на то, единицей какого типа следует дополнить данную единицу для получения единицы типа {\displaystyle S}. Так, в КГ для английского языка непереходный глагол в личной форме, понимаемый как отношение между именем и предложением, получает сложный тип {\displaystyle S\backslash NP}, что означает, что для получения предложения его следует дополнить подлежащим — именной группой (англ. noun phrase, NP):667; переходному глаголу присваивается тип {\displaystyle (S\backslash NP)/NP}, поскольку для его дополнения до предложения требуется сначала присоединить к нему прямое дополнение, а потом подлежащее:669. При этом скобки отражают порядок дополнения, а направление косой черты — линейный порядок следования элементов: если элемент с низшим положением в синтаксической структуре предшествует элементу, занимающему высшее положение, черта наклонена влево, если следует за ним — вправо.

## Операции с типами
В варианте КГ, предложенном И. Ламбеком, имеется несколько операций, которые разрешается производить с типами. В их число входят:668, 673—674:
- аппликация ({\displaystyle A}) — замена сочетания двух соположенных типов на один тип, допустимая в том случае, если один тип является отношением, а второй соответствует правому элементу первого: {\displaystyle Y~X\backslash Y\to X}, {\displaystyle X/Y~Y\to X};
- композиция ({\displaystyle C}) — приписывание единого сложного типа цепочке из двух сложных типов: {\displaystyle A/B~B/C\to A/C}, {\displaystyle A/B~B\backslash C\to A\backslash C}, {\displaystyle B/C~A\backslash B\to A/C}, {\displaystyle B\backslash C~A\backslash B\to A\backslash C};
- подъём типа (англ. type raising, {\displaystyle T}) — присвоение единице, рядом с которой находится способное присоединить её выражение, типа, позволяющего ей самой присоединить названное выражение: {\displaystyle {\color {OliveGreen}A/B}~B\to {\color {OliveGreen}A/B}~A\backslash (A/B)}, {\displaystyle B~{\color {OliveGreen}A\backslash B}\to A/(A\backslash B)~{\color {OliveGreen}A\backslash B}}[3].

Получение в результате применения допустимых операций символа предложения {\displaystyle S} означает, что анализируемое предложение грамматически правильно. Так, анализ грамматичного предложения John came 'Джон пришёл', имеющий вид {\displaystyle {\frac {NP~S\backslash NP}{\mathbf {S} }}\mathrm {A} }, заканчивается получением {\displaystyle S}, а неграмматичное предложение *John came Bill 'Джон пришёл Билла' не может быть успешно проанализировано: {\displaystyle {\frac {NP~S\backslash NP}{\mathbf {S} }}\mathrm {A} ~{\begin{matrix}NP\\\mathbf {NP} \end{matrix}}}:668—669.